# Volo JS Air 201
Il 5 novembre 2010, il volo JS Air 201, operato da un Beechcraft 1900 in servizio charter da Karachi al giacimento di gas di Bhit Shah nel Sindh, Pakistan, precipitò al suolo nei pressi dell'aeroporto Internazionale Jinnah di Karachi, dopo aver subito un malfunzionamento del motore al decollo. Tutte le 21 persone a bordo rimasero uccise.
L'inchiesta dell'Autorità per l'aviazione civile pakistana concluse che la causa principale dell'incidente era stata "l'inadeguato livello di competenza" del comandante nel gestire il malfunzionamento e, più in generale, la mancata osservanza da parte dell'equipaggio di volo delle procedure prescritte dal costruttore dell'aeromobile in tali circostanze anomale.

## L'aereo
Il velivolo coinvolto era un Beechcraft 1900C-1 biturboelica, con immatricolazione pakistana AP-BJD. Era stato costruito nel 1991 e al momento dell'incidente aveva accumulato circa 18.000 ore di volo.

## L'incidente
L'aereo era stato noleggiato per trasportare 17 persone dell'azienda italiana di petrolio e gas Eni dall'aeroporto Internazionale Jinnah di Karachi al giacimento di gas di Bhit Shah. A bordo c'erano anche tre membri dell'equipaggio e una guardia di sicurezza aeroportuale. Alle 01:55 UTC, l'equipaggio contattò il controllo di Karachi per il decollo. Il controllore di terra rispose "copiato JS-201 avvio motori approvato pista due cinque sinistra".
In seguito l'equipaggio contattò il controllore chiedendo istruzioni di rullaggio che vennero fornite. Dopo averle ricevute, i piloti eseguirono la lista di controllo pre-decollo. I dati del Cockpit Voice Recorder (CVR) mostravano che il sistema di messa in bandiera dell'elica del motore destro era stato controllato essere in posizione manuale. Come previsto dalla procedura, i controlli di avviamento devono essere eseguiti e la funzione di messa in bandiera di entrambi i motori deve essere controllata simultaneamente. Tuttavia, in questo caso i piloti controllarono solo manualmente la funzionalità del meccanismo del motore n. 2, contrariamente alle procedure documentate.

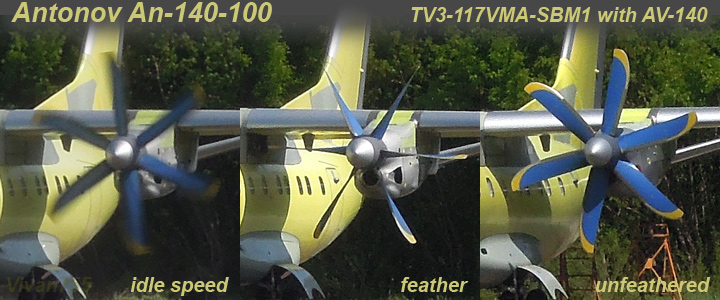
Sequenza di un'elica al minimo, messa in bandiera e senza messa in bandiera.

Alle 02:03 UTC, l'aereo venne autorizzato al decollo e lasciò la pista. Poco dopo, il motore destro si spense e la velocità dell'aria iniziò a diminuire. Il primo ufficiale mise quindi in bandiera il motore in avaria. In questa fase, si ritiene probabile che il monitoraggio del pilota (PM) abbia osservato solo una messa in bandiera parziale. Dopo aver informato il comandante (PF) di questo fatto, il PM tentò di nuovo di mettere completamente in bandiera il motore numero due. Questo fece perdere tempo prezioso e, nonostante l'autorizzazione del comandante, era contrario alle procedure documentate che non prevedevano azioni correttive al di sotto dei 400 piedi (120 m) di altezza dal suolo. Entrambi i piloti vennero registrati mentre discutevano del problema relativo al motore n.2; nonostante ciò, il comandante chiese al primo ufficiale di informare il Controllo del Traffico Aereo (ATC) di un'avaria al motore al decollo, con un guasto al motore numero uno. Questo errore era indicativo di un elevato livello di stress all'interno della cabina di pilotaggio e della rottura della consapevolezza situazionale.
Il controllore li autorizzò immediatamente per un rientro di emergenza a Karachi, che confermò. Questo riconoscimento fu l'ultimo contatto con l'aereo. I dati del Cockpit Voice Recorder (CVR) e del Flight Data Recorder (FDR) indicavano che, dopo l'ultimo messaggio radio, il comandante aveva osservato il primo ufficiale che muoveva il comando della messa in bandiera del motore numero due, chiedendogli "Cosa stai facendo?". Il primo ufficiale rispose che il motore non era correttamente in bandiera. Sembra probabile che il primo ufficiale si fosse fissato su questo obiettivo, eliminando ogni altra consapevolezza situazionale ed escludendo altri compiti. A questo punto, la velocità del velivolo era di 102 nodi (189 km/h) con un crescente assetto di beccheggio e angolo di inclinazione a destra.
Nella registrazione del CVR venne osservata un'ulteriore riduzione del suono del motore. Le informazioni del Flight Data Recorder (FDR) mostravano che l'angolo di inclinazione aumentava continuamente. Gli elevati livelli di stress di entrambi i piloti portarono a un quasi sovraccarico e alla perdita di consapevolezza situazionale. Ciò significava che la spinta asimmetrica causata dall'applicazione della piena potenza al motore funzionale numero uno e dalla mancanza di spinta del numero due era passata inosservata e non era stata corretta. Il carrello d'atterraggio rimase esteso e la velocità dell'aria continuò a diminuire, avvicinandosi rapidamente alla velocità di stallo.
Il registratore vocale della cabina di pilotaggio registrò l'inizio di continui avvisi di stallo. Il comandante venne registrato mentre pronunciava i versetti sacri del Corano e "Bismillah (In nome di Dio)". L'allarme di prossimità al suolo, "whoop, whoop", venne udito fino alla fine della registrazione.

## Le indagini
Fu ordinata un'inchiesta sull'incidente. Non furono trovate prove di un bird strike, di un sabotaggio, di un guasto strutturale in volo o di un incendio.
L'indagine iniziò con l'esame delle eliche dell'aereo, in quanto le prove del registratore vocale della cabina di pilotaggio (CVR) suggerivano che si fosse verificato un guasto al motore. Gli investigatori recuperarono l'elica dal relitto e affermarono che la valvola beta dell'aereo potrebbe aver avuto un malfunzionamento. Le possibilità di malfunzionamento della valvola beta sono due: un errore di manovra dopo un intervento di manutenzione o una normale usura durante il servizio di routine. Sfortunatamente, non fu possibile verificare l'integrità del sistema beta e lo stato delle manovre perché il regolatore dell'elica era stato completamente consumato nell'incendio successivo all'impatto al suolo. Tuttavia, la storia documentata e lo staff di ingegneri confermarono che non era stato segnalato alcun difetto relativo al sistema beta né erano stati eseguiti interventi di manutenzione programmata o non programmata nel recente passato. Pertanto, l'unica causa probabile dell'evento potrebbe essere la normale usura della valvola beta.
Tuttavia, gli investigatori dichiararono che anche se si fosse verificato un guasto al motore in volo, i piloti sarebbero potuti tornare all'aeroporto in sicurezza. Tutti gli aerei bimotore sono progettati per sostenere un volo sicuro anche se uno dei motori si guasta o si spegne a causa di un'anomalia, a condizione che vengano seguite correttamente le procedure di gestione delle emergenze. Analogamente, anche il Beechcraft 1900C era in grado di sostenere un volo sicuro con un solo motore. Ciò suggeriva che l'errore del pilota potesse essere la causa principale dell'incidente.
Gli investigatori esaminarono i dati del CVR e dichiararono che il pilota potrebbe aver mancato di consapevolezza situazionale. Dopo aver sperimentato il funzionamento anomalo del motore n.2, a un certo punto l'equipaggio della cabina di pilotaggio manifestò una certa confusione sul motore n.1 o sul motore n.2 e diede alla torre informazioni errate sul funzionamento anomalo del motore n.1. Il primo ufficiale era stato esposto a un grave livello di stress e ansia quando osservò la messa in bandiera dell'elica del motore n. 2 (destro). La situazione venne aggravata dal fatto che la messa in bandiera automatica era impostata su "Off" e quindi l'equipaggio della cabina di pilotaggio doveva gestirla manualmente. Egli comunicò al comandante le informazioni corrette; tuttavia, il comandante non memorizzò il motore n.2 e gli disse di informare la torre ATC che stavano riscontrando un problema con il motore n.1 e il FO comunicò lo stesso senza interrogare il comandante o correggersi. Era mentalmente preoccupato al punto da non poter eseguire l'azione correttiva raccomandata. Pertanto, non contribuì efficacemente alla gestione delle condizioni anomale.
Gli investigatori che controllarono la storia di volo del comandante scoprirono che le sue prestazioni durante i voli di controllo dell'addestramento al simulatore erano rimaste costantemente al di sotto dei livelli accettabili. Non era in grado di gestire in sicurezza gli scenari di addestramento durante le fasi critiche del decollo e del post-decollo, e riusciva a raggiungere livelli di prestazione soddisfacenti solo con l'addestramento durante questi esercizi obbligatori. Il rapporto finale affermava che il comandante soffriva di "mancanza di fiducia" e rivelava anche che il comandante non aveva la competenza e le capacità necessarie per gestire in modo indipendente le operazioni dell'aeromobile con un solo motore funzionante durante le fasi critiche del volo.
Gli investigatori conclusero che l'equipaggio della cabina di pilotaggio non aveva discusso al riguardo né sollevato il carrello d'atterraggio dopo il decollo. Il relitto confermò che il carrello di atterraggio era in posizione estesa al momento dell'impatto al suolo. Il Beechcraft 1900C ha un tasso di salita molto basso con il carrello d'atterraggio in posizione estesa, a causa della maggiore resistenza aerodinamica durante il funzionamento con un solo motore. Qualsiasi inclinazione del velivolo aggraverebbe la situazione e il tasso di salita marginale si trasformerebbe in un tasso di discesa, come è accaduto in questo caso particolare.
Nel dicembre 2015, il Safety Investigation Board pakistano pubblicò il rapporto finale in cui si affermava che l'incidente era stato causato dall'inadeguatezza del comandante a gestire il funzionamento anomalo del motore n.2 subito dopo il decollo, dall'incapacità dell'equipaggio della cabina di pilotaggio di sollevare il carrello di atterraggio dopo aver riscontrato l'anomalia del motore e dall'esecuzione di azioni correttive da parte del primo ufficiale prima del raggiungimento della quota minima di sicurezza. L'equipaggio non seguì le procedure standard, mancò di consapevolezza situazionale, mostrò una scarsa gestione delle risorse dell'equipaggio e gestì l'anomalia in modo non professionale.

## Conseguenze
L'incidente spinse l'amministratore delegato dell'Eni, Paolo Scaroni, a recarsi in Pakistan con il capo della divisione esplorazione e produzione dell'Eni, Claudio Descalzi. Dawn riferì che l'incidente era stato "un promemoria della necessità di rivedere e applicare costantemente i protocolli di sicurezza aerea in Pakistan", anche se osservò che, mentre il paese aveva generalmente avuto un buon record di sicurezza aerea, questo incidente era avvenuto mentre i ricordi del catastrofico incidente dell'Air Blue - il peggior disastro aereo nella storia del paese - erano ancora freschi. L'Express Tribune disse che l'incidente aveva evocato ricordi del precedente, notando che la copertura era stata reminiscente di quella dell'incidente dell'Airblue perché subito dopo l'incidente, le immagini del sito schizzarono sugli schermi televisivi, con un bollettino dopo l'altro che forniva una copertura dettagliata, implicita con la promessa che questa tragedia sarebbe stata indagata e sarebbe stata fatta giustizia.